# Портланд (Конектикат)
Портланд (енгл. Portland) насељено је место без административног статуса у америчкој савезној држави Конектикат.

## Демографија
По попису из 2010. године број становника је 5.862, што је 328 (5,9%) становника више него 2000. године.
| Група             | 2000.         | 2010.         |
| Белци             | 5.127 (92,6%) | 5.327 (90,9%) |
| Афроамериканци    | 178 (3,2%)    | 170 (2,9%)    |
| Азијати           | 30 (0,5%)     | 58 (1,0%)     |
| Хиспаноамериканци | 127 (2,3%)    | 205 (3,5%)    |
| Укупно            | 5.534         | 5.862         |